# Psi1 Draconis
Désignations
Psi1 Draconis (ψ1 Dra, ψ1 Draconis) est une étoile binaire dans la constellation du Dragon. Elle porte le nom traditionnel Dziban, de l'arabe Adh-Dhi'ban, qui signifie « les deux loups » ou « Les deux chacals ». D'après la mesure de sa parallaxe annuelle par le satellite Gaia, le système est situé à environ ∼ 74 a.l. (∼ 22,7 pc) de la Terre,. Le composant principal est soupçonné d'accueillir un compagnon substellaire.